# New Zealand Exchange
Le New Zealand Exchange est la bourse de Nouvelle-Zélande. Basée à Wellington, elle regroupe les principales capitalisations boursières du pays. Elle est présente notamment dans la cotation et la finance liée aux matières premières agricoles en Nouvelle-Zélande et en Australie.
Son indice phare est le New Zealand Exchange 50, ou NZSX50.